# Rue James Watt
Pour les articles homonymes, voir Rue James-Watt.
La rue James Watt (en néerlandais : James Wattstraat) est une rue bruxelloise de la commune de Schaerbeek qui va de la rue François-Joseph Navez à la place Stephenson en passant par la rue Vanderlinden.
La numérotation des habitations va de 1 à 45 pour le côté impair et de 2 à 32 pour le côté pair.
La rue porte le nom d'un mathématicien et ingénieur écossais, James Watt, né à Greenock le 19 janvier 1736 et décédé à Handsworth le 19 août 1819.